# Лучший футболист Пермского края
Приз «Лучший футболист Пермского края» (до 2006 — Прикамья) — ежегодная награда лучшему футболисту Пермского края, присуждаемая Федерацией Футбола Пермского края по результатам голосования среди тренеров, ветеранов футбола, судей и журналистов Пермского края.
В период 2003—2013 годов на приз номинировались только игроки «Амкара». Это связано с ликвидацией профессиональных футбольных клубов «Динамо» (Пермь) и «Энергия» (Чайковский) в 2002 году, а также ФК «Березники» годом ранее. По итогам сезона 2012/13 голосовавшие выделили также трёх футболистов другого пермского клуба — «Октана». Алексей Попов номинировался на приз 12 раз, но ни разу не поднимался выше 3 места (2007).

## Регламент
Голосование проводится по окончании каждого сезона. Футболисты, названные в анкете первыми, получили по 3 балла, вторыми — по 2, третьими — по 1 баллу.

## Победители
| Год           | Победитель                 | 2 место                    | 3 место                     |
| ------------- | -------------------------- | -------------------------- | --------------------------- |
| 1998          | Константин Зырянов (127)   | Сергей Чебанов             | Константин Парамонов        |
| 1999          | Константин Парамонов (208) | Константин Зырянов         | Владимир Геращенко          |
| 2000          | Олег Фоменко (163)         | Константин Парамонов       | Евгений Плотников           |
| 2001 (94)     | Рустем Хузин (117)         | Айрат Ахметгалиев (106)    | Александр Шутов (100)       |
| 2002          | Александр Шутов (227)      | Константин Парамонов       | Рустем Хузин                |
| 2003 (88)     | Константин Парамонов (224) | Сергей Волков (116)        | Рустем Хузин (72)           |
| 2004 (92)     | Сергей Волков (189)        | Алексей Степанов (177)     | Константин Парамонов (50)   |
| 2005          | Сергей Волков (183)        | Алексей Степанов (71)      | Андрей Кобенко (46)         |
| 2006          | Евгений Савин              | Иван Черенчиков            | Андрей Лаврик/ Иван Левенец |
| 2007          | Мартин Кушев (143)         | Иван Левенец (92)          | Алексей Попов (30)          |
| 2008          | Георги Пеев                | —                          | —                           |
| 2009          | Георги Пеев                | Дмитрий Белоруков          | Мартин Кушев                |
| 2010 (75)     | Георги Пеев (168)          | Дмитрий Белоруков (55)     | Стевица Ристич (44)         |
| 2011 (79)     | Сергей Нарубин (122)       | Георги Пеев (113)          | Александр Коломейцев (83)   |
| 2012/13 (96)  | Георги Пеев (110)          | Сергей Нарубин (95)        | Александр Коломейцев (95)   |
| 2013/14 (86)  | Георги Пеев (196)          | Тома Фибель (61)           | Сергей Нарубин (53)         |
| 2014/15 (92)  | Роман Герус (181)          | Александр Коломейцев (122) | Георги Пеев (72)            |
| 2015/16       | Александр Селихов (232)    | Януш Голь (79)             | Дмитрий Белоруков (70)      |
| 2016/17 (104) | Петар Занев (162)          | Януш Голь (139)            | Дарко Бодул (116)           |
| 2017/18 (104) | Артур Нигматуллин (139)    | Петар Занев (123)          | Павел Комолов (71)          |

 (в скобках — количество голосовавших, либо количество баллов, которые получил игрок)